# Alexander Stöpler
Alexander Ernst Stöpler (* 25. Juni 1848 in Lauterbach (Hessen); † 14. März 1922 ebenda) war ein deutscher Kaufmann und Politiker (NLP) als Abgeordneter der Zweiten Kammer der Landstände des Großherzogtums Hessen.
Alexander Stöpler war ein Sohn von Johannes Stöpler und dessen Ehefrau Loise Stöpler geborene Gräulich. Stöpler, der evangelischer Konfession war, arbeitete als Kaufmann, später in der Funktion eines Prokuristen in Lauterbach und heiratete dort am 16. November 1876 Katharina geborene Stöhr.
Von 1887 bis 1922 war er Bürgermeister in Lauterbach. Von 1902 bis 1918 gehörte er der Zweiten Kammer der hessischen Landstände an. Er wurde für den Wahlbezirk Oberhessen 9/Lauterbach gewählt.